# Yunohamella
Yunohamella es un género de arañas de la familia Theridiidae, orden Araneae. Fue descrito por Hajime Yoshida en 2007.

## Especies
- Yunohamella gibbosa Gao & Li, 2014
- Yunohamella lyrica (Walckenaer, 1841)
- Yunohamella palmgreni (Marusik & Tsellarius, 1986)
- Yunohamella serpatusa (Guan & Zhu, 1993)
- Yunohamella subadulta (Bösenberg & Strand, 1906)
- Yunohamella takasukai Yoshida, 2012
- Yunohamella varietas Lee & Kim, 2021
- Yunohamella yunohamensis (Bösenberg & Strand, 1906)